# Langhalsen
Langhalsen ist ein Ort im Mühlviertel in Oberösterreich wie auch Ortschaft und Katastralgemeinde der Marktgemeinde Altenfelden und Ortschaft der Marktgemeinde Neufelden im Bezirk Rohrbach.
Ehemals um Schloss Langhalsen gelegen, ist der Ort im Stausee Neufelden der Großen Mühl untergegangen. An ihrer Stelle wurde die neu entstandene Häusergruppe am See „Langhalsen“ genannt.

## Geografie
Der Ort befindet sich etwa 9½ Kilometer südlich von Rohrbach, 7 Kilometer ab von der Donau, nördlich von Neufelden und knapp 2 Kilometer östlich von Altenfelden.
Er liegt im Zentralmühlviertler Hochland direkt rechts der Großen Mühl auf um die 450−525 m ü. A. Höhe.
Die Ortslage Langhalsen umfasst heute Adressen auf etwa ein Kilometer Länge, von der Flussschlinge der Großen Mühl nordwestwärts, um die 25 Gebäude mit etwa 60 Einwohnern, davon der Gutteil im Altenfeldner Teil.
Zur Katastralgemeinde Langhalsen von Altenfelden, die 557,67 Hektar hat, gehören auch die Ortschaften Unterfeuchtenbach, Oberfeuchtenbach, Starling und Fraunschlag gegen Norden.
|                                   | Unterfeuchtenbach (O, Gem. Altenfelden)     | Pürnstein (O, Gem. Neufelden)   |
|                                   | Kompassrose, die auf Nachbargemeinden zeigt |                                 |
| Altenfelden (O, Gem. Altenfelden) | Neufelden (O, Gem. Neufelden)               | Plankenberg (O, Gem. Neufelden) |

## Verkehr
Durch den Ort verläuft die L1523 Langhalsener Straße von Neufelden zur B127 Rohrbacher Straße bei Liebenstein. Im Ort geht die L1524 Pürnsteinstraße ab, die entlang der Mühl nach Pürnstein und dort über den Fluss und zurück nach Erdmannsdorf (L1521 Blankenberger Straße) führt.

## Geschichte
Der Ort ist schon 1412 urkundlich, ein „Heinrich der Schurff gesessen in dem haws zu Langenhals“ ist genannt.

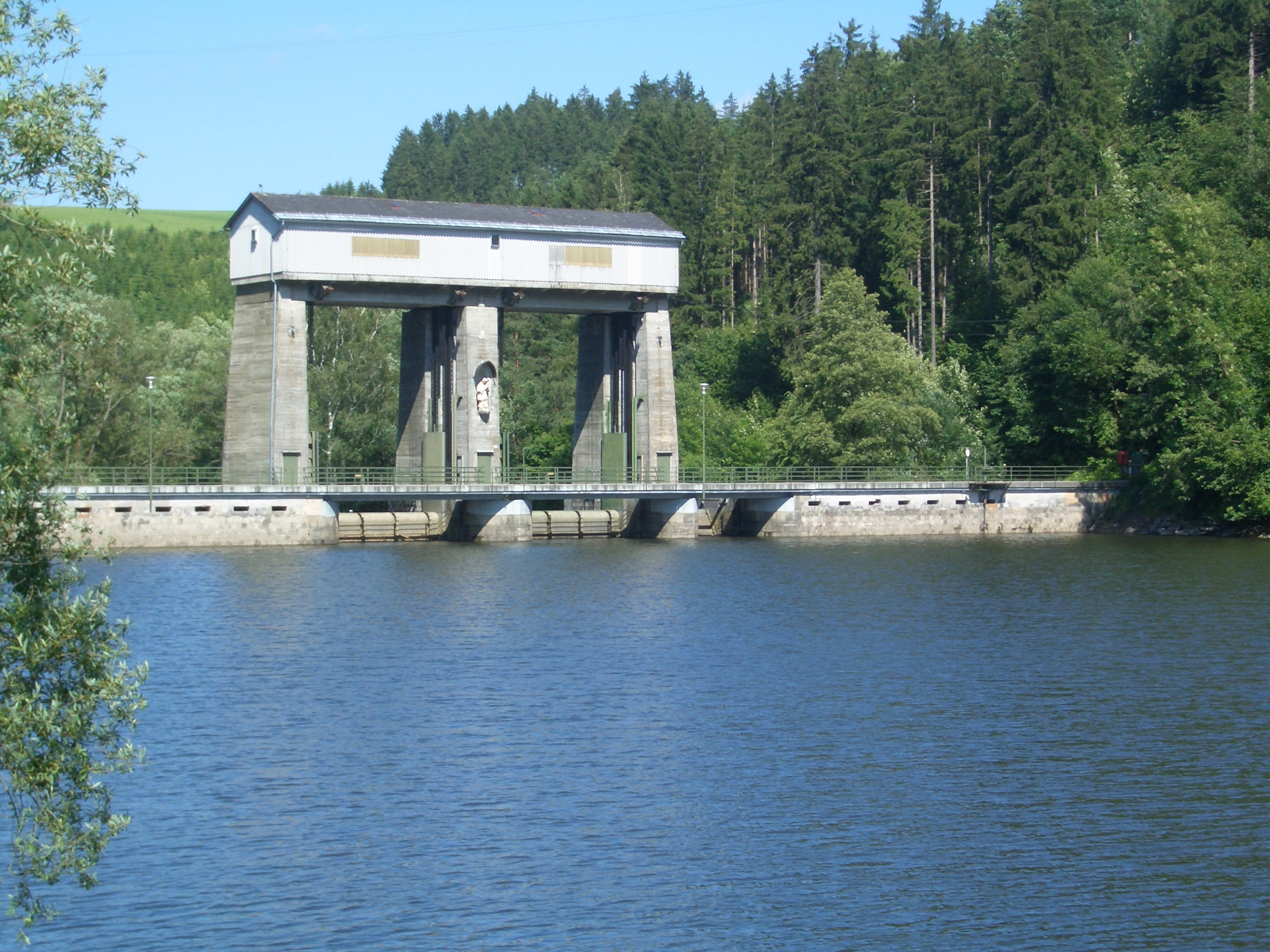
Wehr des Stausees von der Wasserseite

Der zur Gemeinde Altenfelden gehörende Ort (48° 29′ 20,0″ N, 013° 59′ 56,0″ O) war bis 1923 bewohnt.
In der Folge wurde dieser jedoch abgesiedelt, da an dieser Stelle der Stausee für das Speicherkraftwerk Partenstein von der Oberösterreichischen Kraftwerks AG errichtet wurde.
Von dem Ort, in dem auch das Schloss Langhalsen und eine Schlossbrauerei standen, blieb nur ein Haus aus dem Jahr 1800 erhalten, das außerhalb des überfluteten Gebiets stand. 1924 wurde das Schloss gesprengt. Nach 1951 entstanden am Stausee neue Ansiedlungen.
Das ehemalige Schloss Langhalsen wurde im 17. Jahrhundert von Zacharias Mariophilus erbaut. Zu dieser Zeit hatte Langhalsen 170 Bewohner. Im Jahr 1716 wurde von Mariophilus in Erfüllung eines Gelöbnisses noch eine Kapelle dazugebaut. 1718 wurde das Schloss allerdings verkauft und wechselte im Laufe der Jahrhunderte einige Male die Besitzer. Die ehemalige Beuteltuchfabrik (die das Material für Mehlsiebe herstellte) bestand seit dem 18. Jahrhundert. Eine Leinwandbleiche entstand zur selben Zeit und wurde von Kaiser Karl VI. im Jahr 1722 privilegiert.